# Sharifa Fadel
Sharifa Fadel (anhörenⓘ arabisch شريفة فاضل Šarīfa Fāḍil, bürgerlich: فوقية محمود أحمد ندا Fawqiyya Maḥmūd Aḥmad Nadā; * 27. September 1938 in Kairo; † 5. März 2023 in Kairo) war eine ägyptische Sängerin und Schauspielerin.

## Leben und Wirken
Šarīfa Fāḍil wurde 1938 in Kairo geboren. Sie war die Enkelin des berühmten Qur’ān-Rezitators Scheich Aḥmad Nadā, des Gründers einer Rezitatorenschule, und wurde bereits als Kind von Meistern des religiösen Gesangs und der Musik ausgebildet. Nach der Trennung ihrer Eltern lebten sie und ihre Brüder im Hause ihres Stiefvaters, Ibrāhīm Bāšā al-Falakiyy, eines wohlhabenden Ägypters, und sie sang sogar vor König Faruq, der seine Bewunderung für ihre Stimme zum Ausdruck brachte.
Ende der vierziger Jahre bat der Produzent ʿUmar Ǧumayʿiyy ihre Mutter, die sie künstlerisch förderte, sie in einer Kinderrolle in dem Film „Der Vater“ mitspielen zu lassen, was zu ihrer ersten Rolle wurde. Es folgten weitere Kinderrollen, bis sie nach Auftritten in den Filmen „Lebe wohl, meine Liebe“ und „Meine Kinder“ im Jahr 1951 in ein Schauspielinstitut eintrat, in dem sie zunächst aufgrund ihres jungen Alters nur als Zuhörerin zugelassen wurde. Für kurze Zeit arbeitete sie beim Radiosender Bābā Šārū. Ende der fünfziger Jahre hatte sie auch den ersten Erfolg mit dem für sie vom Komponisten und Sänger Muḥammad al-Mūǧiy geschriebenen Lied „Amāna yā bukra“ und arbeitete in der Folge mit den großen Komponisten dieser Zeit wie Munīr Murād, Riyāḍ as-Sunbāṭiyy, Balīġ Ḥamdiyy, Sayyid Makkāwiyy und Maḥmūd aš-Šarīf zusammen. Als eine der Sängerinnen der „Goldenen Generation“ verband sie in ihren Liedern klassischen arabischen Gesang mit Volksmusik und Anklängen westlicher Popmusik und gilt als Vorläuferin des Musikgenres Šaʿbiyy.
Sie heiratete den Regisseur as-Sayyid Badīr, mit dem sie einen Sohn hatte, und der einen Film mit ihr drehte, bevor sie sich wieder trennten. Šarīfa Fāḍil wirkte in vielen Filmen von Ende der fünfziger bis in die achtziger Jahre mit. In Kairo eröffnete sie in der Pyramidenstraße ein Varietétheater und gab Konzerte in vielen arabischen Ländern, darunter Tunesien, Libanon und Kuwait. 1973 fiel ihr Sohn Sayyid als Pilot im Oktoberkrieg, aber trotz des großen persönlichen Leids bat sie die Dichterin Nabīla Qandīl und den Komponisten ʿAliy Ismāʿīl, für sie das Lied „Umm al-baṭal“ zu schreiben, was anschließend ein großer Erfolg wurde.
In den neunziger Jahren zog sich Šarīfa Fāḍil aus der Öffentlichkeit zurück, lebte bei ihrem Sohn Tāmir und pflegte ihren gelähmten zweiten Ehemann, den Generalmajor ʿAliy Zakiy. Sie starb 2023 mit 84 Jahren, nachdem sie jahrelang mit Altersbeschwerden zu kämpfen hatte und kurz zuvor schwer erkrankt war.

## Filmografie (Auswahl)
- 1947: الأب / al-Ab / ‚Der Vater‘
- 1948: اللعب بالنار / al-Laʿib bi-n-nār / ‚Das Spiel mit dem Feuer‘
- 1951: وداعا يا غرامي / Wadāʿan yā ġarāmī / ‚Lebe wohl, meine Liebe‘
- 1951: أولادي / Awlādī / ‚Meine Kinder‘
- 1957: ليلة رهيبة / Layla rahība / ‚Eine schreckliche Nacht‘
- 1959: مفتش المباحث / Mufattiš al-mabāḥiṯ / ‚Der Kriminalkommissar‘
- 1962: سلوى في مهب الريح / Salwā fī mihabb ar-rīḥ / ‚Trost im Wehen des Windes‘
- 1966: حارة السقايين / Ḥārrat as-saqqāyīn / ‚Die Gasse der Wasserträger‘
- 1967: غازية من سنباط / Ġāziya min Sunbāṭ / ‚Eine Bauchtänzerin aus Sunbāṭ‘
- 1970: الحب والثمن / al-Ḥubb wa-ṯ-ṯaman / ‚Die Liebe und der Preis‘
- 1971: عجيب أفندي / ʿAǧīb afandiy / ‚ʿAgīb Effendi‘ (Serie)
- 1971: هذا الحب هل يموت / Haḏā al-ḥubb hal yamūt / ‚Diese Liebe, stirbt sie?‘ (Radioserie)
- 1972: الراعية الحسناء / ar-Rāʿiya al-ḥusnāʾ / ‚Die schönste Hirtin‘
- 1974: إمرأة حائرة / Imraʾa ḥāʾira / ‚Eine verwirrte Frau‘
- 1979: سلطانة الطرب / Sulṭānat aṭ-ṭarab / ‚Die Herrscherin des Entzückens‘ (Ehrenname der Sängerin Munīra al-Mahdiya (1885–1965))
- 1985: تل العقارب / Tall al-ʿaqārib / ‚Der Hügel der Skorpione‘